# Cingulata
I Cingolati (Cingulata) sono un ordine di mammiferi xenartri, diffusi in Nordamerica e soprattutto in Sudamerica, che comprendono attualmente gli armadilli.

## Evoluzione
Appartenenti al superordine degli xenartri, che comprende anche i pelosi (Pilosa) ovvero bradipi e formichieri, i cingolati erano molto diffusi nell'era Cenozoica. Già nel tardo Paleocene, circa 60 milioni di anni fa, primitivi rappresentanti di quest'ordine, molto simili alle specie attuali, percorrevano le boscaglie del Sudamerica. 
L'ordine si sviluppò ben presto in animali dalla morfologia decisamente diversa: da una parte la superfamiglia dei dasipodoidi (Dasypodoidea), comprendente i piccoli armadilli e i peltefilidi, dalla corazza formata da più giunture, dall'altra quella dei gliptodontoidi (Glyptodontoidea), comprendente enormi animali pesantemente corazzati, come i gliptodontidi e Pampatherium, simile a un gigantesco armadillo.
Furono probabilmente i rapidi mutamenti del clima al termine del Pleistocene a determinare l'estinzione della maggior parte di questi mammiferi, lasciando poche specie relitte appartenenti ai dasipodidi (Dasypodidae).

## Tassonomia
Nel 2016, una ricerca basata sull'analisi del DNA mitocondriale dell'estinto Doedicurus, ha evidenziato le strette parentele tra i giganteschi gliptodonti (ormai estinti) e la maggior parte degli armadilli attuali; di conseguenza, tutti gli armadilli con l'eccezione del genere Dasypus sono stati riclassificati come appartenenti alla famiglia Chlamyphoridae, che comprende le sottofamiglie Chlamyphorinae, Euphractinae, Tolypeutinae e Glyptodontinae. È possibile che anche gli estinti Pampatheriidae e altre forme come Proeutatus fossero rappresentanti di Chlamyphoridae.
Ordine CINGULATA
- Genere † Utaetus
- Famiglia † Peltephilidae
  - Genere † Peltephilus
  - Genere † Epipeltephilus
- Famiglia † Pampatheriidae: Pampatherii
  - Genere † Holmesina
  - Genere † Kraglievichia
  - Genere † Machlydotherium
  - Genere † Pampatherium
  - Genere † Plaina
  - Genere † Scirrotherium
  - Genere † Vassallia
  - Genere † Yuruatherium
- Famiglia Dasypodidae: Armadilli dal muso lungo
  - Sottofamiglia Dasypodinae
    - Genere Dasypus
    - Genere † Stegotherium
- Famiglia Chlamyphoridae: Gliptodonti e altri armadilli
  - Genere † Eutatus
  - Genere † Proeutatus
  - Genere † Prozaedyus
  - Genere † Stenotatus
  - Sottofamiglia Chlamyphorinae: Clamidofori
    - Genere Calyptophractus
    - Genere † Chlamydophractus
    - Genere Chlamyphorus

  - Sottofamiglia Euphractinae: Armadilli villosi, armadilli a sei fasce, e pichi
    - Genere Chaetophractus
    - Genere † Doellotatus
    - Genere Euphractus
    - Genere † Macroeuphractus
    - Genere † Proeuphractus
    - Genere † Paleuphractus
    - Genere Zaedyus

  - Sottofamiglia † Glyptodontinae: Gliptodonti
    - Genere † Asterostemma
    - Genere † Cochlops
    - Genere † Comaphorus
    - Genere † Doedicurus
    - Genere † Eosclerocalyptus
    - Genere † Eleutherocercus
    - Genere † Encinepeltus
    - Genere † Glyptatelus
    - Genere † Glyptodon
    - Genere † Glyptotherium
    - Genere † Hoplophorus
    - Genere † Lomaphorus
    - Genere † Neosclerocalyptus
    - Genere † Neuryurus
    - Genere † Palaehoplophorus
    - Genere † Panochthus
    - Genere † Phlyctaenopyga
    - Genere † Plaxhaplous
    - Genere † Plohophorus
    - Genere † Parapropalaehoplophorus
    - Genere † Propalaehoplophorus
    - Genere † Protoglyptodon
    - Genere † Stromaphorus
    - Genere † Trachycalyptus
    - Genere † Urotherium

  - Sottofamiglia Tolypeutinae: Armadillo gigante, armadillo a tre fasce, e armadillo coda molle
    - Genere Cabassous
    - Genere † Kuntinaru[3]
    - Genere Priodontes
    - Genere Tolypeutes
- Incertae sedis: † Neoglyptatelus
- Incertae sedis: † Pachyarmatherium